# Totem (film fra 2020)
 For alternative betydninger, se Totem (flertydig). (Se også artikler, som begynder med Totem)
|  | Denne artikel er oprettet af botten Steenthbot ud fra en ekstern database. Den kan derfor have sproglige fejl eller mangler. Denne skabelon kan fjernes efter kontrol af indholdet. |

Totem er en dansk animationsfilm fra 2020 instrueret af Katrine Glenhammer.

## Handling
Totem er fortællingen om en lille urkvinde der søger et totemdyr. Hun udvælger et kæmpe vildsvin og sætter sig for at gøre det tamt. Men vildsvinets styrke og brutalitet er for meget for den krigeriske lille kvinde, og hun bliver slugt af dyret. Men nede i vommen hører hun dyrets hjerte slå, og hun beslutter sig for at kæmpe sig ud, koste hvad det vil.